# Daichi Kamada
Daichi Kamada (鎌田 大地 Kamada Daichi?, Iyo, Ehime, 5 de agosto de 1996) es un futbolista japonés. Juega como centrocampista y su equipo es el Crystal Palace F. C. de la Premier League de Inglaterra.

## Trayectoria

### Inicios
Kamada comenzó a jugar al fútbol en "Kids FC" (ahora FC Zebra Kids) y ayudó al equipo a ganar la Copa TV Ehime Campeonato de Fútbol Juvenil de la Prefectura de Ehime sub-12 cuando estaba en sexto grado de la escuela primaria. Cuando Kamada estaba en la escuela secundaria, se unió a Gamba Osaka y fue seleccionado para la U-13 de la J League. Sin embargo, debido a lesiones, Kamada fue liberado del club y regresó a jugar fútbol escolar, uniéndose a la Escuela Secundaria Higashiyama en 2012. Kamada rápidamente tuvo un impacto en Higashiyama, jugando como mediocampista ofensivo.
Jugó 18 partidos y marcó 22 goles al final de la temporada 2013.
En su tercer año en la Escuela Secundaria Higashiyama, Kamada fue nombrado capitán, pero el equipo terminó en el último lugar de la tabla de la liga con 2 victorias y 13 derrotas. A pesar de esto, continuó destacándose, habiendo marcado diez goles, lo que lo convirtió en el cuarto máximo goleador de la temporada 2014.
Al final de la temporada 2014, el rendimiento de Kamada en la Escuela Secundaria Higashiyama impresionó a muchos, y supuestamente atrajo el interés de al menos cinco clubes de la J. League tras su graduación. El 17 de noviembre de 2014, se anunció el fichaje de Kamada por el Sagan Tosu para la temporada 2015. Antes de la temporada 2015, se le asignó el dorsal número 24.

### Sagan Tosu
Al inicio de la temporada 2015, Kamada fue cedido en préstamo a la J.League U-22, donde hizo dos apariciones con el equipo. Debutó con Sagan Tosu el 8 de abril, ingresando como suplente en el minuto 75 en una derrota 1-0 contra Albirex Niigata en la J.League Cup. Un mes después, el 10 de mayo, Kamada marcó su primer gol en su debut en la J.League, tras ingresar como suplente en el minuto 72, en un empate 1-1 contra Matsumoto Yamaga.
Posteriormente, asistió en el gol de la victoria de Yohei Toyoda, ayudando a Sagan Tosu a ganar 1-0. Sus primeras cinco apariciones en la temporada le valieron el premio "New Hero" de la Yamazaki Nabisco Cup. Luego asistió dos goles en la victoria 3-2 contra Kashiwa Reysol el 11 de julio. Once días después, el 22 de julio de 2015, Kamada anotó su segundo gol de la temporada en un empate 1-1 contra Gamba Osaka.
Después de comenzar la temporada como suplente, Kamada se convirtió en titular habitual del equipo, jugando en el centro del campo. A pesar de sufrir una lesión a finales de la temporada 2015, terminó con veintiocho apariciones y tres goles en todas las competiciones.
Antes de la temporada 2016, Kamada renovó su contrato con el club. Al inicio de la temporada, jugó como mediocampista titular en los primeros siete partidos. Kamada contribuyó con dos asistencias en partidos consecutivos contra Kashiwa Reysol y Vegalta Sendai el 2 y 6 de abril, respectivamente. Su desempeño le valió nuevamente el premio "New Hero" de la Yamazaki Nabisco Cup.
Sin embargo, el 20 de abril sufrió una lesión en el codo en un partido contra Yokohama F. Marinos y fue sustituido. Se anunció que estaría fuera por dos semanas, regresando el 13 de mayo en un empate 0-0 contra FC Tokyo.

### Eintracht Frankfurt
En junio de 2017, Kamada se unió al club de la Bundesliga Eintracht Frankfurt, firmando un contrato por cuatro años hasta 2021. La tarifa de transferencia se informó en 2,5 millones de euros.
Kamada hizo su debut con el Eintracht Frankfurt en la primera ronda de la DFB-Pokal, siendo titular y jugando 73 minutos antes de ser sustituido en la victoria por 3-0 contra el TuS Erndtebrück. En el siguiente partido contra el SC Freiburg, hizo su debut en liga, siendo titular y jugando 67 minutos antes de ser sustituido en un empate 0-0.
Sin embargo, Kamada tuvo pocas oportunidades en el primer equipo del Eintracht Frankfurt debido a la competencia interna y problemas de lesiones.
El entrenador Niko Kovač comentó sobre su progreso: "Otra razón para Daichi es que tiene una técnica con el balón extraordinaria y se mueve muy bien entre líneas, en espacios que el rival no puede controlar del todo. Lamentablemente, tuvo un comienzo difícil porque a veces lo desplazaban fácilmente. Hay que darle tiempo, y lo tendrá".
Al final de la temporada 2017-18, Kamada había disputado cuatro partidos en todas las competiciones.
Con el objetivo de obtener más tiempo de juego en el primer equipo, Kamada fue cedido al equipo belga Sint-Truiden por el resto de la temporada 2018-19 el 1 de septiembre de 2018.
Kamada tuvo un impacto inmediato en el club al marcar en su debut, en una victoria por 2-1 contra el Gent el 16 de septiembre de 2018. Posteriormente, anotó en la victoria por 2-0 contra el Royal Antwerp. Desde su debut con el Sint-Truiden, Kamada se consolidó rápidamente como titular, jugando tanto en posiciones de mediocampo como de delantero.
Posteriormente, marcó en tres partidos consecutivos entre el 6 y el 27 de octubre de 2018 contra el Royal Excel Mouscron, K.V. Kortrijk y Club Brujas.
Kamada anotó cuatro goles en tres partidos entre el 4 y el 25 de noviembre de 2018, incluyendo un doblete contra el Eupen el 10 de noviembre.
Volvió a marcar dos goles en dos partidos entre el 5 y el 8 de diciembre de 2018 contra el Standard Liège y el KFC Mandel United.
Al final del año, Kamada sumó 11 goles en 17 apariciones en todas las competiciones.
Tuvo que esperar hasta el 3 de febrero de 2019 para volver a marcar, en una victoria por 4-1 contra Eupen.
En los play-offs de la liga Grupo A, Kamada anotó tres goles, incluyendo un doblete en un empate 2-2 contra el Westerlo el 6 de abril de 2019.
Al final de la temporada 2018-19, Kamada jugó 36 partidos y anotó 16 goles en todas las competiciones.

### Lazio
El 3 de agosto de 2023, el club de la Serie A, S. S. Lazio, anunció que había llegado a Roma para completar su traspaso al equipo en una transferencia libre, después de que su contrato con el Eintracht Frankfurt no fuera renovado, firmando un contrato por dos años. Al día siguiente, se unió oficialmente al club, a la espera de su visado de entrada a Italia.
Kamada debutó con la Lazio como titular, jugando 54 minutos antes de ser sustituido en una derrota por 2-1 contra el US Lecce. El 2 de septiembre, marcó su primer gol en la victoria por 2-1 como visitante ante el Napoli. Sin embargo, bajo la dirección de Maurizio Sarri, Kamada tuvo un rendimiento por debajo de lo esperado, ya que Sarri lo ubicó en la posición de extremo, donde no logró destacar ni replicar su éxito en el Eintracht Frankfurt. Con su tiempo de juego reducido a suplencias, Kamada fue vinculado con un posible traspaso al Galatasaray en el mercado de invierno, pero la transferencia no se concretó debido a que el CEO del club, Claudio Lotito, exigió 10 millones de euros y el jugador decidió quedarse en la Lazio. No obstante, tras la salida de Sarri, Kamada empezó a tener más minutos bajo la dirección de Igor Tudor. Posteriormente, marcó su segundo gol con el club en el empate 1-1 contra el Inter de Milán el 18 de mayo de 2024. Al finalizar la temporada 2023-24, Kamada había disputado 38 partidos y anotado dos goles en todas las competiciones.
Al término de la temporada 2023-24, el CEO de la Lazio, Claudio Lotito, afirmó que Kamada había exigido una prima de 2,5 millones de euros para extender su contrato por un año más, declarando que "despediría a todos los jugadores que resultaran ser mercenarios". Posteriormente, el jugador confirmó que no renovaría su contrato con el club, asegurando que "el dinero no le importaba" durante las negociaciones. Tras su salida, Kamada declaró: "Cuando llegué a la Lazio sentí que todos esperaban mucho de mí. En Italia, todos son apasionados por el fútbol y es hermoso. Pero para mí fue difícil, sobre todo porque llegué a un equipo donde jugaba el mejor centrocampista de la Serie A, Sergej Milinković-Savić. Y tenía que ocupar su lugar. Así que todos esperaban mucho de mí en los partidos, pero también en los entrenamientos. Sentí que una actuación normal de mi parte no era suficiente".

### Crystal Palace
El 1 de julio de 2024 se unió oficialmente al club Crystal Palace en una transferencia gratuita, firmando un contrato de dos años con el equipo. Con este fichaje, se convirtió en el primer jugador japonés en la historia del club. Además, el traspaso permitió su reencuentro con el entrenador Oliver Glasner.
Debutó con el Crystal Palace como titular, jugando 65 minutos antes de ser sustituido, en la derrota 2-1 contra el Brentford en el partido inaugural de la temporada. Con este partido, Kamada se convirtió en el jugador número 1000 en debutar con el club.
Dos semanas después, el 27 de agosto de 2024, marcó su primer gol con los Eagles y asistió a Jean-Philippe Mateta, quien a su vez le devolvió la asistencia, en una victoria por 4-0 contra el Norwich City en la segunda ronda de la Copa de la Liga.

## Selección nacional

### Categorías inferiores
Habiendo sido convocado previamente para la selección juvenil de Japón durante el resto de 2015, fue llamado a la selección sub-21 en agosto de 2015. Llegó a disputar dos partidos con la selección sub-21.
En marzo de 2016, Kamada fue convocado por primera vez a la selección sub-23 de Japón. Debutó con la sub-23 el 25 de marzo de 2016, ingresando como suplente en el minuto 65, en una victoria por 2-1 contra México sub-23. En mayo de 2016, Kamada fue convocado nuevamente para el Torneo Internacional de Toulon 2016. Hizo su primera aparición como titular con la sub-23, jugando 64 minutos antes de ser sustituido en una victoria por 2-1 contra Guinea sub-23 el 25 de mayo de 2016. En total, Kamada disputó cuatro partidos con la selección sub-23, dos de ellos ingresando como suplente.

### Absoluta
Tras no haber sido convocado para la Copa Asiática de la AFC 2019, el 15 de marzo de 2019 se anunció que Kamada había sido llamado por primera vez a la selección absoluta de Japón. Debutó con la selección japonesa el 22 de marzo de 2019 en un amistoso contra Colombia, ingresando como suplente en el minuto 79 en reemplazo de Takumi Minamino. Marcó su primer gol con Japón el 10 de octubre de 2019 en una victoria por 6-0 contra Mongolia.
En octubre de 2020, Kamada fue convocado nuevamente a la selección absoluta. Jugó su primer partido en casi un año el 14 de octubre de 2020, entrando como suplente en el minuto 71 en un empate 0-0 contra Camerún. Entre marzo y mayo de 2021, Kamada anotó tres goles en tres partidos contra Corea del Sur, Mongolia y Birmania.
El 1 de noviembre de 2022, Kamada fue incluido en la convocatoria final de Japón para la Copa Mundial de la FIFA 2022 en Catar. Debutó en el torneo como titular en la victoria 2-1 contra Alemania. También fue titular en la victoria 2-1 contra España, que aseguró la clasificación de Japón a octavos de final.

### Participaciones en Copas del Mundo
| Mundial      | Sede  | Resultado        | Partidos | Goles |
| ------------ | ----- | ---------------- | -------- | ----- |
| Mundial 2022 | Catar | Octavos de final | 4        | 0     |

## Estadísticas

### Clubes
Actualizado al último partido disputado el 10 de agosto de 2025.
| Club                            | Div.          | Temporada     | Liga  | Liga  | Copas nacionales | Copas nacionales | Copas internacionales | Copas internacionales | Total | Total |
| Club                            | Div.          | Temporada     | Part. | Goles | Part.            | Goles            | Part.                 | Goles                 | Part. | Goles |
| ------------------------------- | ------------- | ------------- | ----- | ----- | ---------------- | ---------------- | --------------------- | --------------------- | ----- | ----- |
| Sagan Tosu Japón                | 1.ª           | 2015          | 21    | 3     | 7                | 0                | —                     | —                     | 28    | 3     |
| Sagan Tosu Japón                | 1.ª           | 2016          | 28    | 7     | 6                | 1                | —                     | —                     | 34    | 8     |
| Sagan Tosu Japón                | 1.ª           | 2017          | 16    | 3     | 2                | 2                | —                     | —                     | 18    | 5     |
| Sagan Tosu Japón                | Total club    | Total club    | 65    | 13    | 15               | 3                | 0                     | 0                     | 80    | 16    |
| Eintracht Fráncfort · Alemania  | 1.ª           | 2017-18       | 3     | 0     | 1                | 0                | —                     | —                     | 4     | 0     |
| Sint-Truidense · Bélgica        | 1.ª           | 2018-19       | 34    | 15    | 2                | 1                | —                     | —                     | 36    | 16    |
| Sint-Truidense · Bélgica        | Total club    | Total club    | 34    | 15    | 2                | 1                | 0                     | 0                     | 36    | 16    |
| Eintracht Fráncfort · Alemania  | 1.ª           | 2019-20       | 28    | 2     | 4                | 2                | 16                    | 6                     | 48    | 10    |
| Eintracht Fráncfort · Alemania  | 1.ª           | 2020-21       | 32    | 5     | 2                | 0                | —                     | —                     | 34    | 5     |
| Eintracht Fráncfort · Alemania  | 1.ª           | 2021-22       | 32    | 4     | 1                | 0                | 13                    | 5                     | 46    | 9     |
| Eintracht Fráncfort · Alemania  | 1.ª           | 2022-23       | 32    | 9     | 6                | 4                | 9                     | 3                     | 47    | 16    |
| Eintracht Fráncfort · Alemania  | Total club    | Total club    | 127   | 20    | 14               | 6                | 38                    | 14                    | 179   | 40    |
| S. S. Lazio · Italia            | 1.ª           | 2023-24       | 29    | 2     | 2                | 0                | 7                     | 0                     | 38    | 2     |
| S. S. Lazio · Italia            | Total club    | Total club    | 29    | 2     | 2                | 0                | 7                     | 0                     | 38    | 2     |
| Crystal Palace F. C. Inglaterra | 1.ª           | 2024-25       | 34    | 0     | 9                | 2                | —                     | —                     | 43    | 2     |
| Crystal Palace F. C. Inglaterra | 1.ª           | 2025-26       | 0     | 0     | 1                | 0                | 0                     | 0                     | 1     | 0     |
| Crystal Palace F. C. Inglaterra | Total club    | Total club    | 34    | 0     | 10               | 2                | 0                     | 0                     | 44    | 2     |
| Total carrera                   | Total carrera | Total carrera | 289   | 50    | 43               | 12               | 45                    | 14                    | 377   | 76    |

## Palmarés

### Títulos nacionales
| Título           | Club                 | País       | Año  |
| ---------------- | -------------------- | ---------- | ---- |
| Copa de Alemania | Eintracht Fráncfort  | Alemania   | 2018 |
| FA Cup           | Crystal Palace F. C. | Inglaterra | 2025 |
| Community Shield | Crystal Palace F. C. | Inglaterra | 2025 |

### Títulos internacionales
| Título                 | Club                | Sede    | Año  |
| ---------------------- | ------------------- | ------- | ---- |
| Liga Europa de la UEFA | Eintracht Fráncfort | Sevilla | 2022 |